# A Dictionary of the English Language
A Dictionary of the English Language (Un dizionario della lingua inglese), pubblicato anche semplicemente come Johnson's Dictionary (Dizionario di Johnson), è tra i più autorevoli e influenti dizionari nella storia della lingua inglese, compilato da Samuel Johnson e pubblicato il 15 aprile 1755.
All'epoca vi era insoddisfazione per i dizionari in circolazione, quindi nel giugno del 1746 un gruppo di librai londinesi stipularono un contratto con Johnson perché compilasse un dizionario per la somma di 1.500 ghinee, equivalenti a 230.000 sterline del 2010. Johnson impiegò circa nove anni per completare il lavoro, benché in un primo momento avesse sostenuto di poterlo fare in tre anni. Sorprendentemente, egli fece tutto da solo, con la sola assistenza di aiutanti per ricopiare le citazioni che lui aveva già segnato nei libri che consultava. Johnson, durante la sua vita, produsse diverse edizioni rivedute del Dizionario.
Fino al completamento del Oxford English Dictionary, 173 anni dopo, quello di Johnson è stato considerato come il dizionario più autorevole della lingua inglese. Secondo Walter Jackson Bate, il Dizionario "si può facilmente classificare come uno dei più grandi successi della erudizione e probabilmente il più grande successo mai conseguito da un uomo solo che lavorò svantaggiato di mezzi e di tempo".

## Antefatto
Un centinaio di anni prima, i libri erano stati considerati come un qualcosa da venerare, ma alla metà del XVIII secolo non era più così. L'incremento dell'alfabetizzazione nella popolazione, combinato con i progressi tecnici nella stampa e nella rilegatoria, fece sì che per la prima volta, libri, testi, mappe, opuscoli e giornali furono alla portata di tutti e ad un costo ragionevole. Una tale esplosione della parola stampata richiese un insieme di modelli per conoscere la grammatica, il significato e l'ortografia di quelle parole. Ciò poteva essere realizzato per mezzo di un autorevole dizionario della lingua inglese. Nel 1746, un consorzio di editori fra i più noti a Londra, tra cui Robert Dodsley e Thomas Longman, - nessuno infatti poteva permettersi di affrontare da solo una tale impresa - si misero d'accordo per sfruttare economicamente e soddisfare questa esigenza della sempre più crescente popolazione istruita.
Il Dizionario di Johnson non è stato il primo dizionario inglese. Nel corso dei precedenti 150 anni in Inghilterra erano stati pubblicati più di venti dizionari, il più dei quali fu il dizionario Latino-Inglese pubblicato nel 1538 da Sir Thomas Elyot.
Il successivo ad essere pubblicato nel 1583 fu quello di Richard Mulcaster, un direttore di scuola. Mulcaster compilò ciò che egli definì "una tabella generale [di ottomila parole] che usiamo comunemente...[ma] sarebbe una cosa veramente encomiabile...se qualcuno ben istruito...riunisse tutte le parole che usiamo nella lingua inglese..in un dizionario..."
Nel 1598 venne pubblicato da John Florio un dizionario Italiano-Inglese. Fu il primo dizionario inglese ad usare citazioni ("illustrazioni") per spiegare il significato delle parole; sorprendentemente, in nessuno di questi dizionari fino ad allora vi era stata una reale definizione delle parole. Questo stato di cose cambiò, in piccola parte, nella Tabella Alfabetica pubblicata nel 1604 dal maestro Robert Cawdrey. Anche se conteneva solo 2.449 parole, e di queste nessuna che iniziasse con le lettere W, X o Y, quest'opera è da considerare come il primo dizionario monolingua inglese.
Nel tempo seguirono diversi dizionari: in Latino, Inglese, Francese e Italiano. La Lingua Britannica Reformata (1749) di Benjamin Martin e il  Thesaurus Linguae Latinae (1737) del lessicografo Robert Ainsworth sono entrambi significativi, in quanto definiscono le voci in significati separati. In Inglese (fra gli altri), il giurista John Cowell pubblicò nel 1607 Interpreter, un dizionario giuridico, Edward Phillips pubblicò nel 1658 The new world of English words e nel 1721 Nathan Bailey allestì un dizionario di 40.000 parole, tuttavia nessuno di questi è stato, per completezza e per stile, all'altezza del dizionario di Johnson.
Il problema con questi dizionari era che tendevano ad essere poco più che dei mal organizzati e poco affidabili glossari di "parole difficili": parole di carattere tecnico, di origine straniera, sconosciute o antiquate. Ma forse la colpa più grave di questi primi lessicografi era, come uno storico ha precisato, che essi "non riuscirono a dare al linguaggio [inglese] il giusto significato così come si presentava nell'uso quotidiano." In questo senso, il dizionario del Dr Johnson fu il primo a documentare in modo completo il lessico inglese.

### Preparazione del Dizionario
Il dizionario fu compilato da Johnson, tra gli anni 1746 e 1755, nella sua casa londinese sita al n.17 di Gough Square. Nel 1747 Johnson aveva scritto il suo Progetto di un Dizionario della Lingua Inglese, in cui espose le sue idee e la metodologia che avrebbe usato per preparare la sua opera. Egli chiaramente vide un vantaggio nel rifarsi a precedenti tentativi e considerò questo procedimento come un parallelo del precedente giurisprudenziale (in questo fu probabilmente influenzato dal giurista John Cowell):
Il progetto di Johnson fu incoraggiato da Philip Stanhope, 4º Conte di Chesterfield ma comunque in un modo non gradito da Johnson. Sette anni dopo il primo incontro con Johnson per discutere dell'opera, Chesterfield scrisse due saggi che comparvero su The World per raccomandare il Dizionario. Chestefield si lamentava per la carenza di una struttura nella lingua inglese e sostenne:
Johnson, tuttavia non apprezzò il tono del saggio e ritenne che Chesterfield non avesse onorato la promessa che aveva fatto di essere il mecenate della sua opera. Nella Lettera a Chesterfield scritta il 7 febbraio 1755, Johnson spiegò cosa ne pensava sulla faccenda:

## Struttura materiale del libro
A Dictionary of the English Language al momento della stampa si presentò alquanto voluminoso e molto costoso. La dimensione delle pagine era di 46 cm in altezza e 50 cm in larghezza. La carta usata era della migliore qualità disponibile, il cui costo si aggirò intorno alle £1.600; più di quanto era stato pagato Johnson per la realizzazione del dizionario. Lo stesso Johnson definì il libro "Vasta mole superbus" ("Splendido nella sua grande mole"). Nessun libraio poteva permettersi di stampare questo libro contando solo sui propri mezzi; al di fuori di alcune speciali edizioni della Bibbia, nessun libro di questo peso e dimensioni era stato mai impostato per la stampa.
Le parole "Samuel Johnson" ed "English Language" erano stampate in color rosso; il resto era stampato in nero. La prefazione e le intestazioni di pagina erano in carattere "Inglese" da 4.6 mm "English", il testo- su due colonne -era in carattere da 3.5 mm. La prima edizione del dizionario raccoglieva un elenco di 42.773 parole, a cui solo poche altre vennero aggiunte nelle edizioni successive. Un'importante innovazione portata da Johnson fu quella di illustrare il significato delle parole elencate mediante citazioni letterarie, di queste ve ne sono 114.000. Gli autori più frequentemente citati da Johnson sono Shakespeare, Milton e Dryden.
A differenza dei più moderni lessicografi, Johnson introdusse un po' di humour o a volte un po' di pregiudizio in un buon numero delle sue definizioni. Fra le più note vi sono:
- "Excise: a hateful tax levied upon commodities and adjudged not by the common judges of property but wretches hired by those to whom excise is paid"[9]

(Accisa: una odiosa imposta sui prodotti di consumo, stabilita non in base ai criteri comuni di proprietà ma sciaguratamente stabilita da coloro ai quali l'accisa è corrisposta)
- "Lexicographer: a writer of dictionaries; a harmless drudge that busies himself in tracing the original and detailing the signification of words"[10]

(Lessicografo:compilatore di dizionari; un innocuo sgobbone che si affanna a rintracciare l'origine e ad esporre dettagliatamente il significato delle parole)
- "Oats: a grain which in England is generally given to horses, but in Scotland supports the people"[11]

(Avena: un cereale che in Inghilterra è usato come foraggio per i cavalli, ma in Scozia sfama la popolazione)
Da un punto di vista dell'impegno posto dall'autore, il Dizionario di Johnson evidenziò una meticolosità fino ad allora mai vista. A differenza di tutti i dizionari che erano stati pubblicati in precedenza, a partire da Johnson per definire la completezza di un dizionario bisognava tener conto, imprescindibilmente, della cura minuziosa applicata non solo alle citazioni ("illustrations") ma anche alle definizioni, per es.:
La parola "turn" presentava 16 definizioni con 15 citazioni
La parola "time" presentava 20 definizioni con 14 citazioni
La parola "put" si sviluppava lungo 3 pagine con ben 5.000 parole
La parola "take" presentava 134 definizioni, che occupavano 5 pagine con 8.000 parole
Originariamente il dizionario doveva essere pubblicato in due volumi folio: A-K e L-Z. Ma ben presto si vide che questa soluzione era ingombrante, non remunerativa e non realistica. Le edizioni successive furono in 4 volumi; anche questa soluzione si rivelò ingombrante; in aggiunta al peso puramente fisico del dizionario di Johnson c'era anche un prezzo abbastanza gravoso che oggi equivarrebbe a circa £675 odierne. Il prezzo era così poco invitante che nel 1784, trenta anni dopo la pubblicazione della prima edizione, quando il dizionario era giunto alla quinta edizione, vi erano in circolazione solo 6 000 copie.
Le etimologie di Johnson sarebbero considerate abbastanza scarse per gli standard moderni e, in più, non viene offerto molto aiuto per la pronuncia; un esempio può essere per (tosse): "Cough: A convulsion of the lungs, vellicated by some sharp serosity. It is pronounced coff". Gran parte del suo dizionario si basava su di una Grammatica prescrittiva, ed era linguisticamente un po' riluttante ad accettare il nuovo, infatti sosteneva la grafia tradizionale, per esempio olde invece di "old", piuttosto che la semplificazione che sarebbe stata preferita 73 anni più tardi dal lessicografo Noah Webster.

## Cronistoria del gradimento

### Accoglienza iniziale
Subito si manifestò un apprezzamento generale non solo per il contenuto del Dizionario ma anche per la sua realizzazione compiuta in solitario da parte di Johnson:"Quando Boswell trattò questa parte della vita di Johnson, più di tre decenni dopo, si espresse in questi termini 'il mondo contemplò con stupore una così stupenda opera realizzata da un uomo solo, mentre in altre nazioni si era pensato che tali imprese erano possibili solo per accademie al completo'." "Il Dizionario, sin dal momento della sua progettazione, fu considerato come qualcosa che apparteneva a Johnson, e dal momento del suo completamento fu per antonomasia il Dizionario di Johnson —il libro di sua proprietà, il suo monumento, la sua imperitura testimonianza."
Immediatamente dopo la pubblicazione "Il Dizionario fu oggetto di articoli su importanti riviste come London Magazine e —non c'è da stupirsene—  Gentleman's Magazine. In quest'ultima rivista se ne parlò in una nota di ben otto pagine". Le recensioni, perché tali erano questi articoli, furono scritte con una intonazione generosa: "Fra le valutazioni meno positive la sola formulata con giudizio fu quella di Adam Smith apparsa nella rivista pro-Whig Edinburgh Review ... egli desiderava che Johnson 'avesse passato più spesso sotto il suo vaglio quelle parole di cui non è approvato l'uso, benché a volte si trovino in autori di poco conto'. Inoltre, l'approccio di Johnson non era ritenuto 'sufficientemente grammaticale'".
Nonostante il successo di critica del Dizionario, la situazione finanziaria di Johnson continuò ad essere precaria per alcuni anni dopo il 1755: "L'immagine di Johnson che si precipita a scrivere il romanzo Rasselas per poter pagare il servizio funebre per sua madre, pur restando un'iperbole romantica, dà un'idea della precarietà della sua esistenza, almeno per i quattro anni seguenti il completamento del Dizionario. L'incertezza finanziaria costrinse Johnson ad abbandonare nel marzo 1759 la casa in Gough Square. Ma, proprio mentre Johnson sprofondava di nuovo in una profonda depressione, la reputazione del Dizionario finalmente contribuì a migliorare la situazione economica. Nel luglio 1762 venne concessa a Johnson, da parte del ventiquattrenne re Giorgio III, una pensione statale di £300 all'anno. La pensione non lo rese ricco ma certo gli evitò di dover dannarsi l'anima per racimolare un soldo."

### Critica
Man mano che la lessicografia si sviluppò, vennero trovati difetti nell'opera di Johnson: "Dall'inizio vi furono numerosi detrattori. Forse fra di loro il più tonante fu John Horne Tooke... Non contento di definir  [l'opera] 'imperfetta e difettosa', aggiunse che essa era 'una delle prestazioni più inutili offerte al pubblico', e che il suo autore non 'possedeva neanche un solo requisito per tale impresa', inoltre le componenti grammaticali e storiche dell'opera erano 'svolte nel modo più spregevole' e per 'quasi un terzo... è tanto lingua degli Otentotti quanto degli Inglesi'. Horace Walpole alla fine del XVIII secolo fece il punto per gli increduli quando disse, 'Non riesco a immaginare quanto possa durare la reputazione del Dr Johnson.' Il suo dizionario è stato 'un lavoro sorprendente per un uomo' ma 'tale compito è troppo per un uomo solo, e...una società dovrebbe solo aspirare a pubblicare un dizionario standard.' Nonostante le riserve espresse da Walpole, gli ammiratori superarono di gran lunga il numero dei detrattori e la reputazione del "Dizionario" aumentò grazie ai giudizi espressi da altri filologi, lessicografi, insegnanti e grammatici.

### Influsso in Gran Bretagna
Nonostante le critiche, "L'influsso del Dizionario fu travolgente. Johnson stabilì sia una metodologia di come compilare un dizionario sia un paradigma di come i lemmi devono essere spiegati. Chiunque, dopo Johnson, abbia cercato di compilare un dizionario lo ha fatto alla sua luce." "Nella sua brillante storia dell'Oxford English Dictionary, Simon Winchester afferma del suo illustre predecessore nel XVIII secolo che 'entro la fine del secolo ogni famiglia istruita ebbe, o poté almeno consultare, il grande libro. Se ne consolidò così fermamente e in breve tempo l'uso che bastava chiedere "Il Dizionario" per vedersi subito portare quello di Johnson e nessun altro.' 'Si chiedeva il Dizionario,' scrive Winchester, 'con la stessa naturalezza usata per chiedere la Bibbia.'" Uno dei primi redattori dell'Oxford English Dictionary, il lessicografo James Murray, ha ammesso che molte delle definizioni fornite da Johnson sono state accettate senza alcuna modifica, perché 'Quando le sue definizioni sono corrette e la loro collocazione è logica, viene naturale seguirlo.' ... Alla fine l'Oxford English Dictionary riprodusse circa 1.700 definizioni di Johnson, contrassegnandole semplicemente con la lettera 'J.'."

### Fama all'estero
L'influsso dell'opera di Johnson non si limitò all'area anglosassone: "Il presidente dell'Accademia Fiorentina dichiarò che il Dizionario sarebbe rimasto come 'un monumento perpetuo di gloria per l'Autore, un onore oper il suo paese in particolare e in generale un beneficio per la Repubblica delle Lettere'. Questa non fu una vuota lode. L'opera di Johnson servì come modello per i lessicografi all'estero. Non c'è da stupirsi che il suo amico Giuseppe Baretti scelse come modello il Dizionario per il suo Dizionario Italiano—Inglese del 1760, e per il suo Dizionario Spagnolo compilato nel 1780 circa. Ma vi sono numerosi esempi di accoglienza dell'opera di Johnson oltre la sua cerchia di conoscenze. La sua opera venne tradotta in Francese e Tedesco." "Nel 1777, quando Ferdinando Bottarelli pubblicò un dizionario tascabile di Italiano, Francese ed Inglese (tutte e tre le lingue affiancate), per il Francese e l'Italiano come riferimento scelse le opere delle Accademie Francese e Italiana: per l'Inglese si rifece a Johnson."

### Influsso in America
Il Dizionario arrivò in America. "L'adozione da parte dell'America del Dizionario fu un evento importante non solo nella storia americana ma anche nella storia della lessicografia. Per gli Americani della seconda metà del XVIII secolo, Johnson fu l'autorità originaria per la lingua e la sua fama riecheggiò nel successivo sviluppo della lessicografia Americana.". Per i lessicografi Americani non si poteva metter da parte il Dizionario: "Due grandi lessicografi dell'America del XIX secolo, Noah Webster e Joseph Emerson Worcester, discussero energicamente circa il retaggio Johnsoniano ... Nel 1789 [Webster] dichiarò che 'la Gran Bretagna, di cui noi siamo i discendenti e la cui lingua noi parliamo, non dovrebbe essere più il nostro standard; perché lo stile dei suoi scrittori è ormai corrotto e la sua stessa lingua è in declino.'" "Là dove Webster trovò da criticare Johnson, Joseph Worcester invece lo esaltò... Nel 1846 completò il suo Universal and Critical Dictionary of the English Language. Egli difese l'opera di Johnson, sostenendo che 'sin dalla sua pubblicazione, [esso] è stato considerato, molto più di ogni altro, come lo standard per il linguaggio'." Nonostante l'evoluzione della lessicografia in America, "Il Dizionario ha svolto la sua parte anche nel diritto, specialmente negli Stati Uniti. I legislatori sono molto presi dall'accertamento del 'primo significato', quando cercano il di fissare il significato letterale delle leggi dei loro predecessori... Spesso si tratta di applicare una linguistica diacronica: per capire una legge, bisogna intendere quale fosse la terminologia cui fecero capo gli originali architetti... fin tanto che la Costituzione degli Stati Uniti rimane intatta, il Dizionario di Johnson svolgerà un ruolo nel Diritto degli Stati Uniti."

## Edizioni moderne
Il Dizionario di Johnson è stato disponibile in versioni replica per alcuni anni. La Preface to the Dictionary è disponibile su Project Gutenberg. Inoltre, una riproduzione della 6ª edizione (1785) si può consultare su Internet Archive.